# Then Came You
| Оценки критиков               | Оценки критиков |
| Источник                      | Оценка          |
| ----------------------------- | --------------- |
| AllMusic                      | [ 1 ]           |
| Encyclopedia of Popular Music | [ 2 ]           |
| The Rolling Stone Album Guide | [ 3 ]           |

Then Came You — семнадцатый студийный альбом американской певицы Дайон Уорвик, выпущенный в 1975 году на лейбле Warner Bros. Records. Продюсером альбома стал Джерри Раговой.

## Об альбоме
В 1974 году был выпущен сингл «Then Came You», который Уорвик записала совместно с группой The Spinners. Написал и спродюсировал её Том Белл. Песня заняла первое место в чарте Billboard Hot 100, а также получила золотую сертификацию.
На волне успеха «Then Came You» было принято решение о записи нового альбома. На данной пластинке певица вновь меняет продюсера, на этот раз им становится Джерри Раговой, известный по своей работе с Гарнеттом Мимсом и Говардом Тэйтом. Он стал автором или соавтором почти всех песен на альбоме, за исключением песни «Then Came You». Тем не менее, альбом не вызвал особого интереса у публики, он занял лишь 167 место в чарте Billboard Top LPs и 35 места в чарте Hot R&B LPs. Остальные синглы «Sure Thing» и
«Take It from Me» также отметились только в чарте Hot Soul Singles.

## Список композиций
| №  | Название                           | Автор(ы)                                        | Длительность |
| -- | ---------------------------------- | ----------------------------------------------- | ------------ |
| 1. | «Take It From Me»                  | Джерри Раговой                                  | 3:41         |
| 2. | «We’ll Burn Our Bridges Behind Us» | Джерри Раговой, Линда Лори                      | 3:30         |
| 3. | «Sure Thing»                       | Аарон Шродер, Джордж Дэвид Вайс, Джерри Раговой | 3:09         |
| 4. | «Then Came You»                    | Том Белл                                        | 3:56         |
| 5. | «How Can I Tell Him»               | Джейкоб Бракман, Джерри Раговой                 | 5:41         |

| №  | Название                             | Автор(ы)                        | Длительность |
| -- | ------------------------------------ | ------------------------------- | ------------ |
| 1. | «Move Me No Mountain»                | Аарон Шродер, Джерри Раговой    | 4:52         |
| 2. | «I Can’t Wait To See My Baby’s Face» | Чип Тейлор, Джерри Раговой      | 3:27         |
| 3. | «It’s Magic»                         | Джейкоб Бракман, Джерри Раговой | 3:27         |
| 4. | «Who Knows»                          | Джерри Раговой, Линда Лори      | 3:15         |
| 5. | «Getting In My Way»                  | Джейкоб Бракман, Джерри Раговой | 3:15         |

## Чарты
| Чарт (1975)                            | Высшая позиция |
| -------------------------------------- | -------------- |
| США (Billboard 200)                    | 167            |
| США (Billboard Top R&B/Hip-Hop Albums) | 35             |